# Calamotropha niveicostellus
Calamotropha niveicostellus là một loài bướm đêm trong họ Crambidae.